# Lagis koreni
Espèce

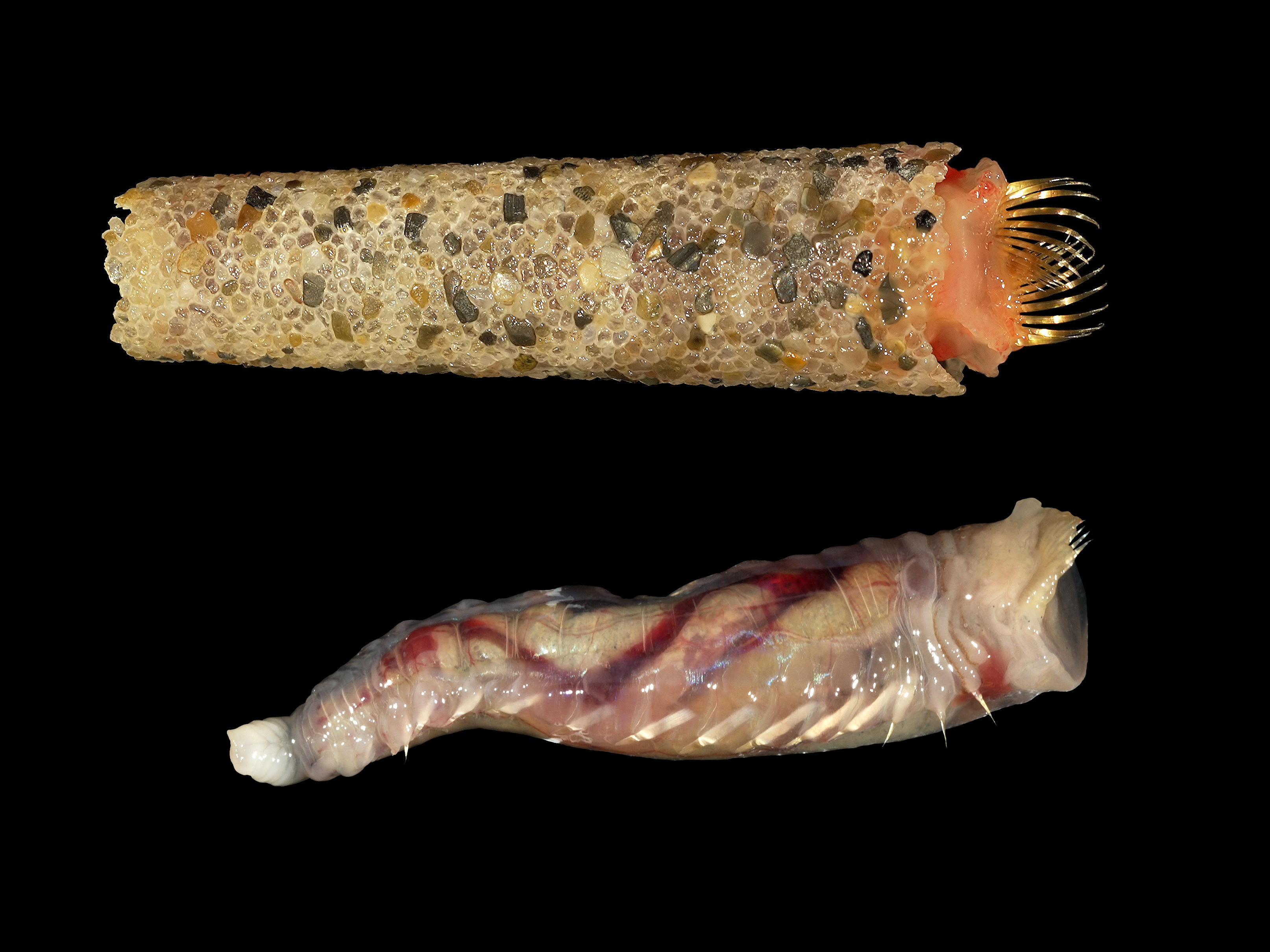
Lagis koreni, avec et sans son tube protecteur

Le ver trompette (Lagis koreni) est une espèce de vers annélides polychètes marins (espèce univoltine) qu'on trouve par exemple en Manche/mer du Nord dans les estuaires où il cohabite souvent avec Abra alba et sur les littoraux.

## Habitat
Cette espèce vit la plupart du temps enfouie dans le sable ou le gravier, mais sa larve connaît une phase de développement pélagique.
Le transport des larves planctoniques de cette espèce par les effets combinés des courants et des vents a été étudié notamment à partir des populations de baie de Seine. 

## Description
Ce ver, qui peut atteindre une longueur de 6 cm vit dans un tube atteignant 8 cm de long, ouvert aux deux extrémités, évasé du côté de la tête et parfois légèrement courbé. Il est construit à partir d'une seule couche de grains de sable collés entre eux (à ne pas confondre avec un lanice qui vit aussi dans un fourreau de sable, mais peut atteindre 15 cm de long).

Le corps translucide est court et épais, divisé en trois régions. La première région est garnie d'un faisceau d'épines utilisées pour creuser et se fixer dans le sédiment. Une autre partie comprend la bouche, entourée de tentacules.
Il vit la tête en bas, enfoui dans le substrat.

## Distribution
Plusieurs espèces de Pectinariidae vivent dans les eaux européennes. Il est parfois difficile de les différencier sans examen anatomique.